# Parque Nacional Ogasawara
Parque Nacional Ogasawara (小笠原国立公園, Ogasawara Kokuritsu Kōen) é um parque japonês que pertence ao arquipélago Ogasawara. Localizado a, aproximadamente, mil quilômetros do sul de Tóquio. O parque nacional foi fundado em 1972 junto com a municipalidade de Ogasawara, que faz parte de Tóquio. Em junho de 2011, o parque foi registrado como Patrimônio Mundial pela UNESCO.